# Said El Badaoui
Said El Badaoui (en berbère : ⵙⴰⵄⴷ ⵍⴱⴰⴷⴰⵡⵉ) né le 1er septembre 1980 à Nador au Maroc est un entrepreneur et entraîneur de kick-boxing néerlando-marocain.
Sous sa houlette, neuf titres de champions du monde sont remportés par ses élèves du SB-Gym, que ce soit dans l'organisation Glory comme dans l'ONE Championship.

## Biographie

### Jeunesse, débuts et accident
Said El Badaoui naît le 1er septembre 1980 à Nador, au nord du Maroc. À l'âge de deux ans, il émigre avec sa famille aux Pays-Bas, où ils s'installent à Maarssenbroek,. Sa mère est femme au foyer, tandis que son père occupe deux emplois dans une usine. Il grandit au sein d'une famille nombreuse, composée de onze enfants, dont deux filles et neuf garçons,. À dix ans, il développe une passion pour le karaté, un sport de combat auquel il se consacre rapidement, après avoir été inscrit par son père, atteignant le niveau de ceinture bleue. Quatre ans plus tard, sa passion se tourne vers le kick-boxing, et il s'inscrit au Sitan Gym à Amsterdam.
Pendant sa jeunesse, il s'entraîne régulièrement aux côtés de figures déjà populaires dans le pays, comme Badr Hari, alors âgé de quatorze ans, et Nordin Ben Salah, sous la houlette de Mohamed Aït Hassou. Promis à une carrière professionnelle en kick-boxing,  un accident de moto lui survient à l'âge de 21 ans (en 2001). Il est alors contraint d'arrêter le sport professionnel en raison d'une grave blessure au genou. Il enchaîne ensuite les petits emplois pour subvenir à ses besoins, avant de décider de se lancer dans une carrière d'entraîneur à l'âge de 22 ans, poussé par l'encouragement de son entourage.

### Carrière d'entraîneur: SB-Gym
En 2004, Said El Badaoui déménage à Utrecht, où il commence à donner des cours de kick-boxing, louant des salles de gym à ses frais pour enseigner. Il débute avec seulement 4-5 kickboxeurs sous le nom de "Fightclub030",. En quelques mois, le nombre d'élèves triple. Parmi ses élèves, on compte plusieurs futurs professionnels, dont Ilias Ennahachi, qui commence avec lui à neuf ans, Mo Hamicha à dix ans, ainsi que Pietro Doorje et Khalid Buldiz. Au fil du temps, il passe d'une salle de 100 mètres carrés à une salle de 200 mètres carrés, puis à une de 500 mètres carrés. En 2009, il met un terme aux cours sous forme de locations de salles de sport. 
En 2017, il ouvre officiellement le SB-Gym (Said Badaoui Gym) à Ambachtsweg, Utrecht, où il attire rapidement des noms comme Ilias Bulaid, Ilias Ennahachi, Mo Hamicha, Badr Hari, Melvin Manhoef, Germaine de Randamie et Hamza Essalih. Son style d'entraînement devient populaire à l'international.

L'équipe de Said El Badaoui en compagnie de l'équipe de Khabib Nurmagomedov.

En 2018, El Badaoui établit un partenariat avec SBG Ireland, fondé par Conor McGregor et accueille des combattants étrangers comme Ottman et Abu Azaitar d'Allemagne, Nordine Mahieddine de France ainsi que des combattants tchétchènes faisant partie du groupe de Khabib Nurmagomedov, les rejoignant également aux États-Unis,. Plus tard, en juin 2020, il accueille également le kickboxeur Tayfun Özcan.
En mai 2021, Badr Hari quitte la direction de Mike Passenier pour rejoindre SB-Gym et se prépare pour son combat contre Arkadiusz Wrzosek,,.
En janvier 2022, El Badaoui est mis en quarantaine après avoir été testé positif au coronavirus à Singapour avec son élève Murat Aygün, alors qu'ils se préparaient pour un événement ONE Championship.
En juillet 2022, il est aperçu au Morocco Mall de Casablanca aux côtés de Mo Hamicha et du roi Mohammed VI du Maroc[réf. nécessaire].
À partir de 2024, il entraîne Jamal Ben Saddik, après sa sortie de prison en Belgique, et tente de relancer sa carrière malgré les affaires judiciaires et de dopage qui avaient conduit Glory à l'exclure quelques années auparavant,. Ils se rendent en Thaïlande pour un entraînement intensif, et El Badaoui défend son élève contre les fausses accusations de dopage.

## Philosophie de combat
Said El Badaoui met un accent particulier sur l'importance du respect et de l'éthique dans son approche de l'entraînement. Lors d'une session, lorsque l'un de ses sportifs joue une musique contenant des termes inappropriés comme "Bitches", il interrompt immédiatement la séance pour rappeler à ses élèves l'importance de choisir des contenus respectueux. Pour lui, le respect est une valeur fondamentale qu'il veut inculquer à ses athlètes, car il ne souhaite pas que ces derniers adoptent des comportements inappropriés, que ce soit à l'intérieur ou à l'extérieur du gymnase. Sa philosophie repose sur l'idée qu'un athlète doit non seulement exceller dans son sport, mais aussi devenir une meilleure personne au quotidien.
Au-delà des performances sportives, El Badaoui cherche à inspirer ses athlètes à réussir dans tous les aspects de leur vie, qu'il s'agisse du travail, de l'école ou d'autres domaines. Il considère que contribuer positivement à leur développement personnel est plus important que la simple accumulation de titres. Selon lui, une réussite dans la vie, qu'elle soit professionnelle ou personnelle, est un objectif plus noble et plus durable que l'obtention de trophées. Pour El Badaoui, l'essentiel est d'aider ses élèves à devenir de meilleurs individus, indépendamment de leurs exploits sportifs.

## Récompenses
- 2021 : Nommé pour le prix du meilleur entraîneur d'Utrecht[17],[18]

### Vie privée
Said El Badaoui est musulman pratiquant, est marié et père de trois enfants,.

### Documentaire
En 2024, un documentaire lui est consacré et diffusé sur la plateforme de streaming Videoland.